# Tema de Nicópolis
O Tema de Nicópolis (em grego: θέμα Νικοπόλεως; romaniz.: thema Nikopoleōs) foi um tema (uma província civil-militar) bizantino localizado na Grécia Ocidental e que abrangia a Etólia-Acarnânia e a região sul de Epiro. Ele foi fundado na segunda metade do século IX, provavelmente depois de 886, e sobreviveu até a dissolução do Império Bizantino pela Quarta Cruzada em 1204, após o saque de Constantinopla.

## História
Como a maior parte dos Bálcãs, a região do Epiro foi invadida e colonizada por tribos eslavas no século VII. Muito pouco se sabe sobre a região entre os séculos VII e IX, mas pela prevalência de topônimos eslavos, é claro que eles se assentaram em grandes números por toda a região. Por outro lado, os bizantinos mantiveram o controle sobre as ilhas Jônicas, que, organizadas sob o Tema de Cefalênia, foram utilizadas como base para a reafirmação do controle imperial, de modo que a região foi, num tempo razoavelmente curto, re-helenizada.
É neste contexto que o Tema de Nicópolis foi criado, embora a data exata seja incerta. Ele foi fundado algum tempo depois da metade do século IX, entre 843 e 899, quando ele é atestado pela primeira vez no Cletorológio de Filoteu. A data mais provável é próxima de 886, durante o reinado de Leão VI, o Sábio (r. 886–912). Evidências sigilográficas sugerem que o tema pode ter resultado da elevação do status de uma subdivisão preexistente (uma turma) do Tema do Peloponeso, embora o historiador Warren Treadgold tenha sugerido que a região era parte do Tema de Cefalênia.
Por volta de 930, a província foi atacada e temporariamente ocupada pelos búlgaros, que retornaram, sob o comando do tsar Samuel, em 980 e conquistaram a região até o golfo de Ambrácia. Mesmo o território tendo sido recuperado pelo imperador bizantino Basílio II Bulgaróctono (r. 976–1025) numa série de duras campanhas, as sés episcopais da região continuaram subordinadas ao arcebispo da Ácrida, o antigo Patriarcado da Bulgária, após a queda do Império Búlgaro em 1018. Basílio II também criou outros temas menores, que eram formados por nada mais do que uma fortaleza e suas redondezas, como os temas de Coloneia e Drinópolis, atual região fronteiriça entre a Grécia e a Albânia. Em 1040, após o assassinato de um oficial fiscal corrupto e opressor - João Escilitzes relata que a região se tornou notória por estar sempre pronta a se rebelar por causa do pagamento de impostos – a maior parte do tema se juntou à Revolta de Pedro Deliano
A região sofreu com as guerras bizantino-normandas do final do século XI: Arta foi cercada (sem sucesso) e Janina foi capturada por Roberto Guiscardo. Nicópolis sobreviveu como tema até a Quarta Cruzada em 1204. Uma crisobula de 1198 menciona o tema juntamente com os de Dirráquio e Joanina e relata que ele foi dividido em distritos fiscais menores (episkepseis), que pertenciam às igrejas, mosteiros e indivíduos. Na época, Arta parece ter sido a capital provincial.
Na Partitio Romaniae de 1204, Nicópolis e a maior parte do Epiro foram prometidos para a República de Veneza, mas eles foram incapazes de estabelecer sua autoridade de forma efetiva na região, com exceção da cidade de Dirráquio. O nobre grego Miguel Comneno Ducas, que havia se casado com a filha do governador de Nicópolis, se aproveitou desta fraqueza e, nuns poucos anos, consolidou seu controle, primeiro como um vassalo de Veneza e, eventualmente, de forma independente. Por volta da época de sua morte, em 1214-1215, Miguel havia fundado um poderoso estado, o Despotado de Epiro, centrado na região do antigo Tema de Nicópolis.

## Geografia e administração
O Tema de Nicópolis, no final do século IX, abrangia as atuais unidades regionais de Etólia-Acarnânia e a maior parte do Epiro, até Butroto. Na Antiguidade Tardia, a região correspondia à província romana do Velho Epiro (em latim: Epirus Vetus), mas também incluía a Etólia, que era parte da Acaia. Para o leste, o tema fazia fronteira com o Tema da Hélade, provavelmente separados pelo rio Morno e pelos montes Pindo, e, ao norte, com o Tema de Dirráquio e os esclavenos ("eslavos") de Vagenetia.
Apesar de seu nome, a capital do tema não era Nicópolis, que, na época, estava em ruínas, por conta das invasões eslavas ou por causa dos raides árabes, mas Lepanto (Naupacto). O tema foi, de tempos em tempos, subdividido em turmas, cada uma sob um turmarca. Além disso, a região era uma das principais bases para operações bizantinas através do Adriático no sul da Itália, e abrigava um contingente de fuzileiros mardaítas, provavelmente comandados por um catepano. Warren Treadgold conjectura que sua força militar era de aproximadamente 1 000 soldados e fuzileiros nos séculos IX e X.